# Alegrías
Alegrías är en av flamencons gladare genrer som går i 12-takt. Till skillnad mot de mer tunga flamencosångerna som siguiriya och soleares är alegrías mer glädjefylld och dansen mer kokett, även texterna och tonerna är mer lättsamma.